# Sobór św. Jana Chrzciciela w Waszyngtonie
Sobór św. Jana Chrzciciela – prawosławny sobór parafialny w Waszyngtonie, w eparchii wschodnioamerykańskiej i nowojorskiej Rosyjskiego Kościoła Prawosławnego poza granicami Rosji.
Świątynię wzniesiono w latach 1956–1958, na potrzeby istniejącej od 1949 r. parafii.
Budowla murowana, w stylu moskiewsko-jarosławskim. Nad każdym z trzech wejść znajdują się ikony przedstawiające sceny z życia św. Jana Chrzciciela, patrona świątyni. Obiekt wieńczą pozłacane cebulaste kopuły z ośmioramiennymi krzyżami (jedna z nich znajduje się na wieży-dzwonnicy). Wnętrze soboru zdobią polichromie. Wewnątrz znajdują się liczne zabytkowe ikony oraz czterorzędowy ikonostas.
Nabożeństwa parafialne odprawiane są w językach cerkiewnosłowiańskim i angielskim.

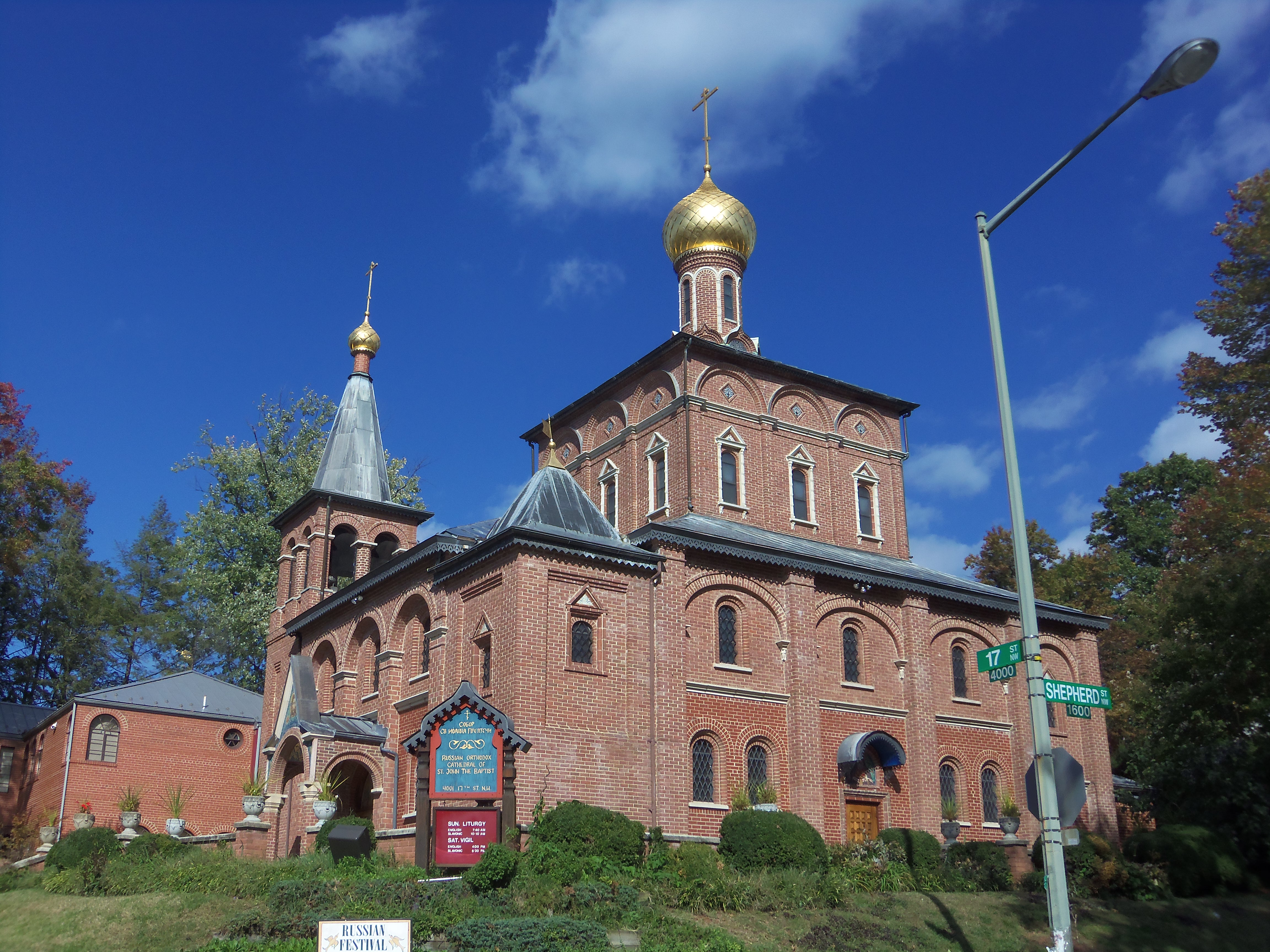
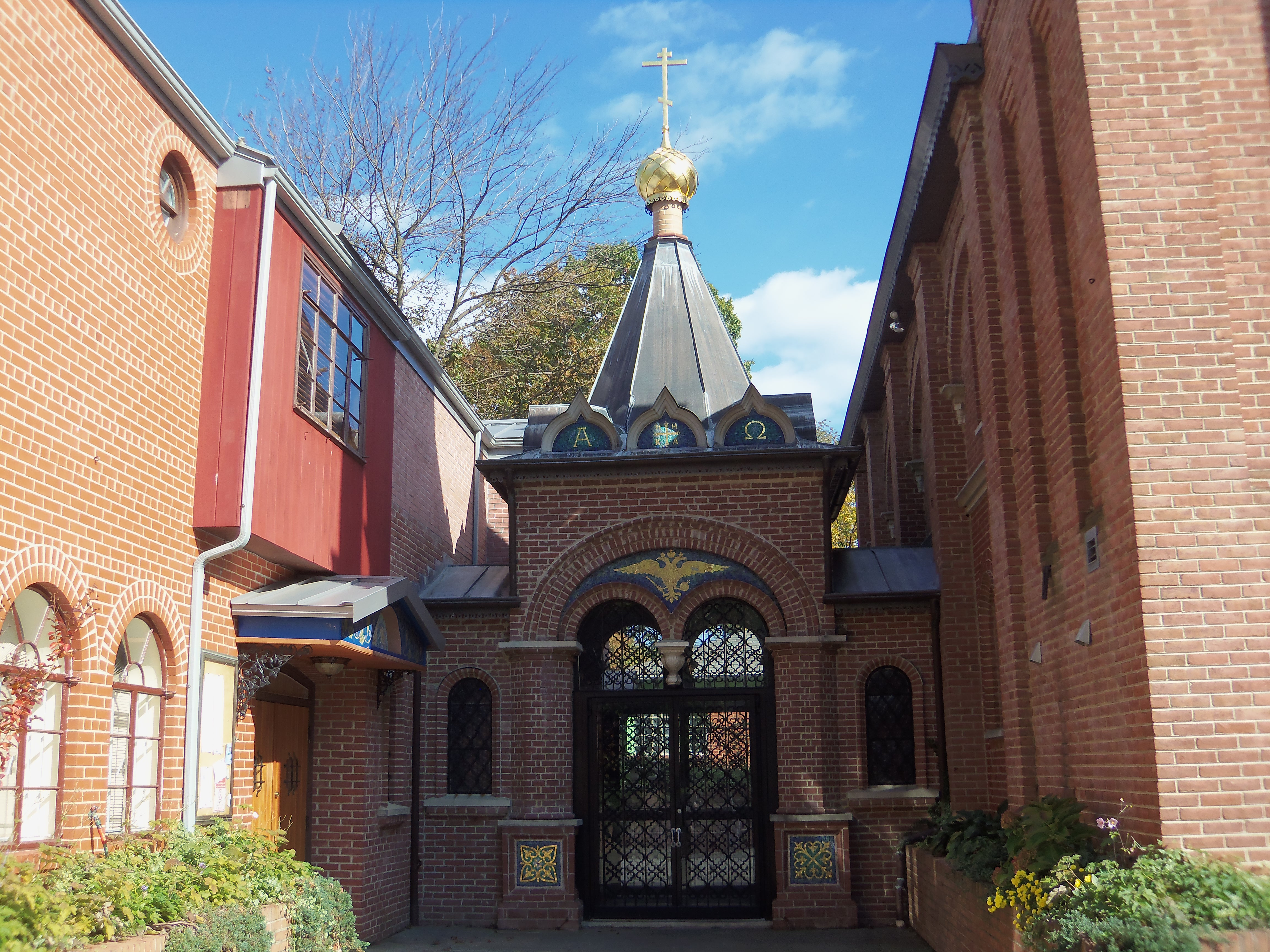
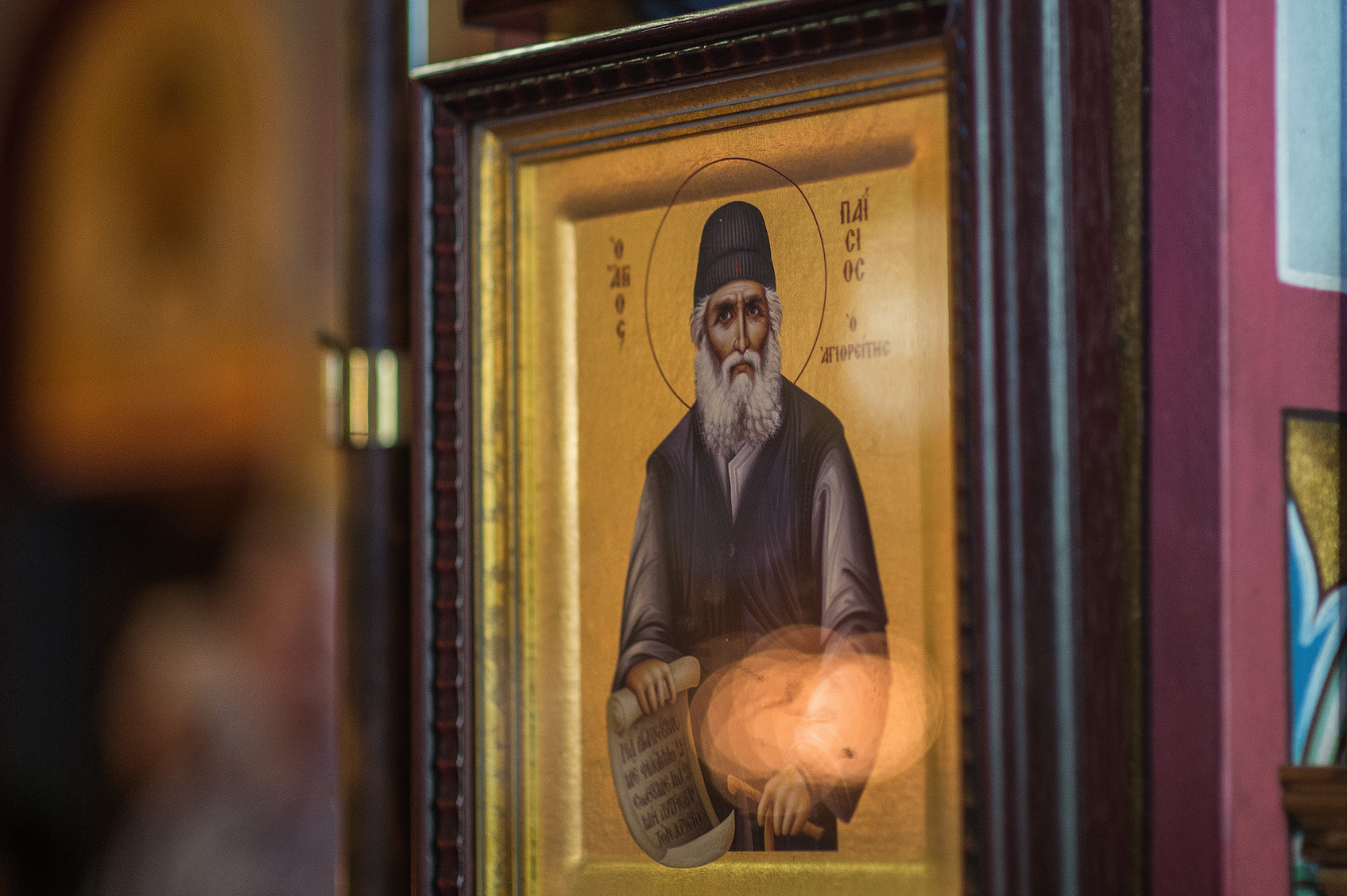
Ikona św. Paisjusza Hagioryty